# The Long Road Home
The Long Road Home es el primer álbum recopilatorio del músico estadounidense John Fogerty, publicado por la compañía discográfica Fantasy Records en noviembre de 2005. El álbum, que recopila canciones de la carrera en solitario de Fogerty y de su etapa anterior en el grupo Creedence Clearwater Revival, alcanzó el puesto trece en la lista estadounidense Billboard 200.

## Trasfondo
En 2005, Fantasy Records ofreció a John Fogerty un contrato discográfico que incluía la publicación de un recopilatorio. Fogerty comenzó su carrera musical en Fantasy, pero sus peleas con el exejecutivo Saul Zaentz durante la década de 1970 le llevó a demandar a la compañía y a interpretar en directo cualquier canción de la Creedence Clearwater Revival. Fogerty explicó cómo se sentía sobre la publicación del álbum en Fantasy en una entrevista con Entertainment Weekly: «En principio parece surreal, pero he estado trabajando con la nueva gente de Fantasy desde que la compañía fue vendida. Ahora que todas las viejas y malas personas se han ido, no tengo una amargura persistente o enfado».
The Long Road Home incluyó veinticinco canciones de Fogerty y de la Creedence Clearwater Revival, algunas de las cuales interpretadas en directo. Supuso el primer álbum en recopilar éxitos de ambas carreras.

## Recepción
En su reseña para Allmusic, el crítico Stephen Thomas Erlewine encontró el álbum «un gran entretenimiento» y comentó que resume adecuadamente el trabajo de Fogerty y que sirve como prueba de que es uno de los más grandes compositores de la era del rock and roll. Por otra parte, Robert Christgau remarcó en The Village Voice que debido a su forma musical inmutable y replicable, el álbum muestra constantemente a Fogerty como el «el roots-rocker original» que muestra aspectos de su modesta personalidad.
En una reseña menos entusiasta, Dorian Lynskey de The Guardian criticó el álbum por enfatiza en las ordinarias canciones boogie de Fogerty y omitir las canciones más superiores que se presentan en otros recopilatorios de Creedence Clearwater Revival.

## Lista de canciones
Todas las canciones escritas y compuestas por John Fogerty. 
| N.º | Título                                    | Duración |  |
| 1.  | «Born on the Bayou»                       | 5:12     |  |
| 2.  | «Bad Moon Rising»                         | 2:19     |  |
| 3.  | «Centerfield»                             | 3:51     |  |
| 4.  | «Who'll Stop the Rain»                    | 2:27     |  |
| 5.  | «Rambunctious Boy»                        | 3:54     |  |
| 6.  | «Fortunate Son»                           | 2:19     |  |
| 7.  | «Lookin' Out My Back Door»                | 2:32     |  |
| 8.  | «Up Around the Bend»                      | 2:40     |  |
| 9.  | «Almost Saturday Night» (En directo)      | 2:27     |  |
| 10. | «Down on the Corner»                      | 2:45     |  |
| 11. | «Bootleg» (En directo)                    | 3:00     |  |
| 12. | «Have You Ever Seen the Rain?»            | 2:38     |  |
| 13. | «Sweet Hitch-Hiker»                       | 2:56     |  |
| 14. | «Hey Tonight» (En directo)                | 2:33     |  |
| 15. | «The Old Man Down the Road»               | 3:33     |  |
| 16. | «Rockin' All Over the World» (En directo) | 2:58     |  |
| 17. | «Lodi»                                    | 3:09     |  |
| 18. | «Keep On Chooglin'»                       | 4:02     |  |
| 19. | «Green River»                             | 2:33     |  |
| 20. | «Déjà Vu (All Over Again»                 | 4:13     |  |
| 21. | «Run Through the Jungle»                  | 3:05     |  |
| 22. | «Hot Rod Heart»                           | 3:29     |  |
| 23. | «Travelin' Band»                          | 2:08     |  |
| 24. | «Proud Mary»                              | 3:05     |  |
| 25. | «Fortunate Son» (En directo)              | 2:58     |  |

## Posición en listas
| País           | Lista                    | Posición |
| -------------- | ------------------------ | -------- |
| Alemania       | Media Control Charts     | 78       |
| Canadá         | Canadian Albums Chart    | 65       |
| España         | Promusicae Music Chart   | 92       |
| Estados Unidos | Billboard 200            | 13       |
| Nueva Zelanda  | New Zealand Music Charts | 7        |
| Países Bajos   | Mega Albums Top 100      | 6        |
| Suecia         | Albums Top 60            | 22       |